# Cyphostemma crithmifolium
Cyphostemma crithmifolium là một loài thực vật hai lá mầm trong họ Nho. Loài này được (Chiov.) Desc. miêu tả khoa học đầu tiên năm 1967.